# Un assassino in famiglia
Un assassino in famiglia è un film televisivo del 1983, diretto da Richard T. Heffron e basato sul caso Tison v. Arizona, che ha avuto luogo in Arizona nel 1978.

## Produzione
Parti del film vennero girate a St. George, nello Utah.